# 2019冠狀病毒病阿根廷疫情
阿根廷第一宗案例始于2020年3月3日。截至2025年3月16日，已累计10,111,371宗確診個案，其中130,744人死亡。
在3月7日，阿根廷卫生部确定了阿根廷和拉丁美洲的首例死亡案例，病例是一名64岁的男子，此前去过法国巴黎，同时他也拥有其他健康问题，在患者死亡后才确认为阳性。
在3月19日，阿根廷总统阿尔贝托·费尔南德斯宣布实行居家隔离。5月10日，全国各地（除大布宜诺斯艾利斯）已解除了封锁，大布宜诺斯艾利斯的封锁持续到7月17日逐步放宽。然而，检疫多次延长至2020年11月8日。2021年5月22日至31日间，第二波浪潮中重新再全国范围内实施封锁。
对疫情的相关措施包括限制商业和外出、关闭边境以及学校等教育机构。在療養院、监狱和拘留中心发生了群聚感染和死亡。
尽管阿根廷是周边地区检测数量最少的国家，但随着时间推移，检测数量逐步上升。即便如此，在大流行的早期阶段，政府对此的反应措施受到民众接受的。

## 背景
2020年1月12日，世界卫生组织证实一种新型冠状病毒是导致了中国湖北省武汉市呼吸道疾病的原因。2019冠状病毒致死率远低于2002年至2003年SARS疫情，但传播性更强，致使总死亡人数。

## 时间轴

### 2020年2月
2019冠状病毒疫情初期，国际游轮钻石公主号检出10名乘客患有2019冠状病毒病，随后在日本横滨港隔离。几天后，一名与妻子同行的61岁阿根廷籍男子检测呈阳性，是一位无症状患者。该名患者后被转移至日本的一家医院。船上的其他七名阿根廷人，包括他的妻子，一直隔离到2月21日。该男子也在2月17日出院，并在2月24日离开日本，于2月26日抵达阿根廷。

### 2020年3月
3月3日，阿根廷卫生部确认了阿根廷首例病例，是一位从意大利米兰到达阿根廷的43岁男子。两天后，卫生部证实第二起确诊病例，是一名居住在布宜诺斯艾利斯的23岁男子，该名男子近期从北意大利回到阿根廷。次日，总病例增加到8例。
3月7日，卫生部确认了阿根廷也是拉丁美洲首例死亡案例，是一名64岁男子，此前曾前往巴黎旅游，同时他也拥有其他健康问题。该名男子并非此前的8名确诊病例，而是在死后确诊。
3月11日，政府宣布对从中国、韩国、日本、伊朗、美国和欧洲各国等受疫情影响严重的国家入境阿根廷的人需进行强制隔离14天。第二天，在布宜诺斯艾利斯以及布宜诺斯艾利斯省、查科省和科尔多瓦省确认了第一例本地传播病例。阿根廷首位病例出院。
火地省于3月16日采取封锁措施，成为阿根廷首个采取封锁措施的省份。3月18日，查科省、米西奥内斯省、萨尔塔省、胡胡伊省、门多萨省和火地省封锁边界。次日3月19日，阿根廷总统阿尔贝托·费尔南德斯宣布在3月20日午夜至3月31日实行强制封锁，但在3月29日，总统费尔南德斯宣布将强制封锁延长至4月12日。
3月23日，卫生部官员报告说，该病毒正在布宜诺斯艾利斯市、其周边地区以及查科省、火地省和科尔多瓦省的一些城市通过“社区传播”传播。3月末时，有1,054例确诊病例和27名死亡例。

### 2020年4月
4月8日，总统费尔南德斯宣布将强制封锁延长至4月23日，仅对少数活动进行“灵活化”处理。4月10日晚，费尔南德斯证实，主要城市的封锁将延长至4月26日，并且将分析风险较小区域的考虑限制灵活性。4月25日，阿根廷將主要城市的强制隔離措施延長至5月10日。
在出现三例无症状病例后，布宜诺斯艾利斯市政府于4月14日开始强制要求佩戴口罩。在公共交通工具上以及与公众接触的人必须佩戴口罩，违反者将面临罚款。当局还禁止向非医务人员出售N95口罩并建议公众使用自制口罩。
4月末，有4,415例确诊病例、218名死亡例以及1,245例康复案例。

### 2020年5月至7月

以對數尺度表示的病例数（蓝色）和死亡人数（红色）。

5月8日，总统费尔南德斯宣布将在全国范围内（大布宜诺斯艾利斯除外）“放松”封锁，大布宜诺斯艾利斯的封锁最初延长至5月24日，随后在5月23日延长至6月7日。5月末，有16,838例确诊病例、539名死亡例以及5,323例康复案例。
6月9日，福尔摩沙省政府报告了该省首例2019冠状病毒病例，使卡塔马卡省成为当时唯一未报告任何病例的省份。
6月12日，洛马斯·德萨莫拉区区长马丁·因萨拉尔德确诊并隔离。由于此前社会发展部长与马丁会面，所以社会发展部长也接受检测。这导致了此前总统计划对卡塔马卡的访问中止。
6月24日，第一份关于ICU床位占用率的官方数据报告公布，数据显示全国占用率为45%。6月末时，有64,517例确诊病例、1,307名死亡例以及22,015例康复案例。
6月末，隔离百日之后，科尔多瓦、圣胡安、拉里奥哈等多个省份开始逐步放开管制。不過由於阿根廷國內超过97%病例都来自于首都布宜诺斯艾利斯以及布宜诺斯艾利斯省，從7月1日至17日，布宜诺斯艾利斯及周边地区再次回到第一阶段的隔离政策。
7月3日，卡塔马卡省省长确认该省首例病例，成为自3月3日疫情以来，阿根廷最后一个报告病例的省份。
7月17日，在总统费尔南德斯、布宜诺斯艾利斯省长阿克塞尔·基西洛夫、查科省长豪尔赫·卡皮塔尼奇、胡胡伊省长赫拉尔多·莫拉莱斯、里奥内格罗省长阿拉贝拉·卡雷拉斯以及布宜诺斯艾利斯市市长霍拉西奥·罗德里格斯·拉雷塔举行的新闻发布会上宣布，将在未来几周内逐渐放松封锁，直到恢复正常。两周后，即7月31日，总统费尔南德斯宣布，封锁限制将持续到8月16日。7月末时，有191,289例确诊病例、3,543名死亡例以及83,767例康复案例。

### 2020年8月至9月

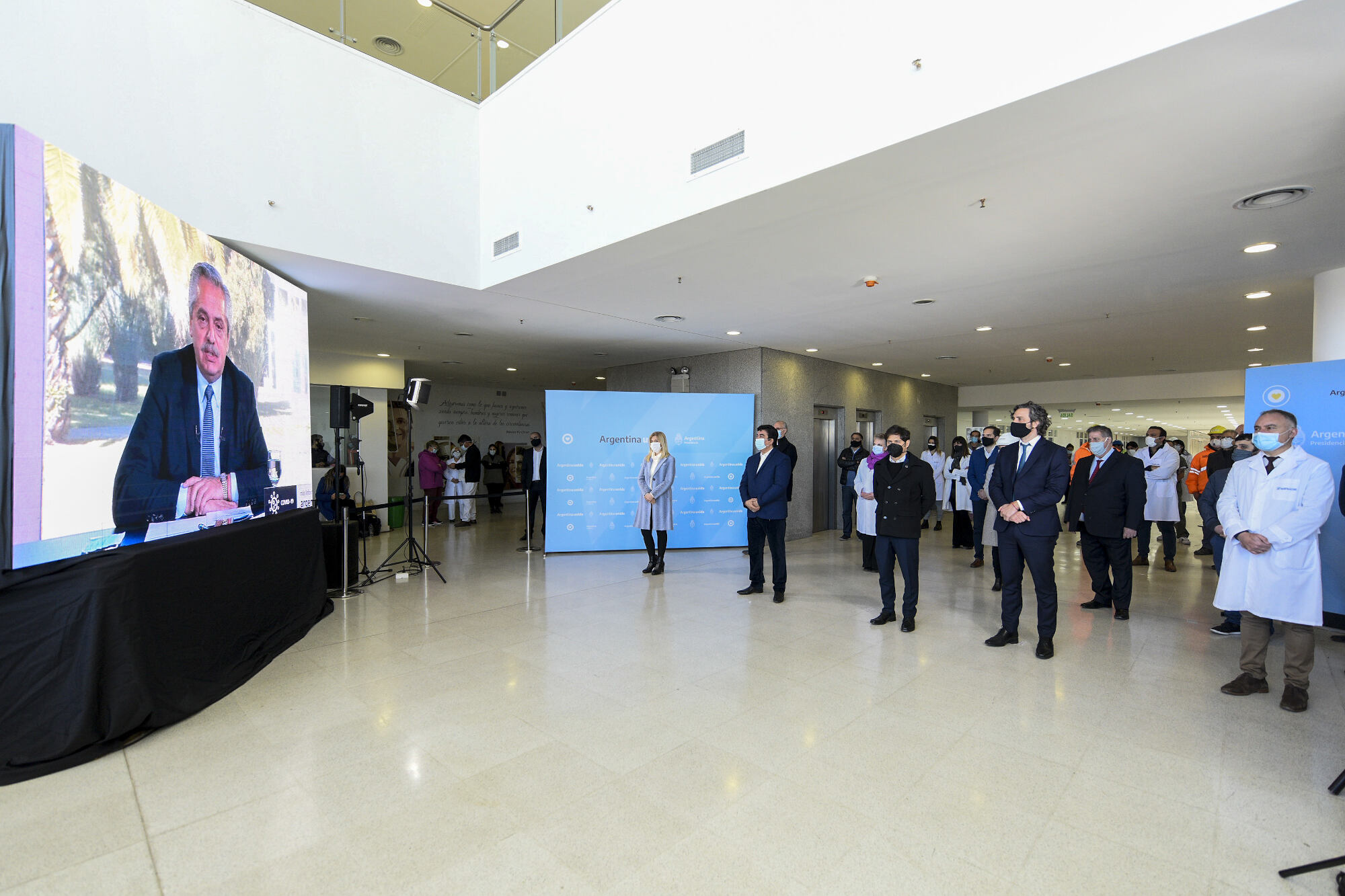
总统费尔南德斯与其他内阁成员在马坦萨一个为2019冠状病毒病患者建造的医院。

8月9日，卫生部确认新增61,867人康复，如此巨大的增长幅度是由于修改了对康复的统计方式，现这一数据包括症状出现10天后自动出院的轻度病例。这使得2019冠状病毒病的康复率为70%。8月28日，总统费尔南德斯宣布在全国范围内，允许露天举行最多10人、保持两米距离并使用口罩的会议。同一天，宣布放松的封锁将再次延长至9月20日。8月末时，有417,722例确诊病例、8,660名死亡例以及301,182例康复案例。
在8月间，学校和体育赛事开始恢复活动。8月10日，圣胡安省10,000名学生成为第一批通过保持社交距离重返面对面课堂的学生。阿根廷足球协会宣布，在政府批准卫生协议后，男子甲级联赛和女子甲级联赛将在8月10日恢复。
8月14日，胡胡伊省长杰拉尔多·莫拉莱斯和布宜诺斯艾利斯省安全部长塞尔吉奥·贝尔尼检测结果呈阳性。他们都称此次感染是“无症状”并且“遵守隔离和所有医疗建议”。
封锁于9月18日又延长了三周，预计将持续到10月11日。从5月到9月，大布宜诺斯艾利斯地区的传染率从93%下降到50.8%，这意味着病毒在全国范围内加强了传播。在9月的前半月，科尔多瓦省、胡胡伊省、拉里奥哈省、门多萨省、内乌肯省、里奥内格罗省、萨尔塔省、圣克鲁斯省、圣菲省、火地省和图库曼省病例数呈指数增长，使医疗保健系统高度紧张。9月25日，卫生服务部长告知，在前一周，大布宜诺斯艾利斯地区出现了“稳定趋势”，出现了“阳性病例高峰”。同日，社会发展部长丹尼尔·阿罗约检测呈阳性，而圣菲省卫生部长在检测呈阳性后，病情恶化并入院治疗。9月末时，有750,988例确诊病例、16,937名死亡例以及594,632例康复案例。

### 2020年10月至12月
10月2日，布宜诺斯艾利斯省长阿克塞尔·基西洛夫在与一名2019冠状病毒检测呈阳性的政府工作人员接触后与家人隔离。1周后，总统费尔南德斯宣布封锁将再持续两周，直到10月25日。里奥内格罗省、门多萨省、图库曼省、圣达菲省、萨尔塔省、圣地亚哥-德尔埃斯特罗省、内乌肯省和科尔多瓦省的重症监护病房床位占有率有所增加，其中里奥内格罗省更是达到88%。
10月20日，阿根廷确认1,000,000例确诊数，成为世界第五和南美第二达到此数目的国家。3天后，宣布将在每日新增确诊病例较多的省份再延长封锁两周。10月末时，有1,166,911例确诊病例、31,002名死亡例以及973,926例康复案例。
在11月的头几天，政府宣布将在2020年12月和2021年1月期间获得2500万剂进入第三阶段的俄罗斯加马列亚疫苗。其他如牛津大学和阿斯利康、辉瑞、中国研发的疫苗也宣布购买。
总统在11月3日表示，在10月21日新增病例达到最高点后，新增病例的7天平均例开始“出现平稳”。这使得在大布宜诺斯艾利斯地区建立的封锁在历经七个多月后结束，并于11月8日起进入保持社交距离阶段。11月末时，有1,424,518例确诊病例、38,730名死亡例以及1,257,214例康复案例。

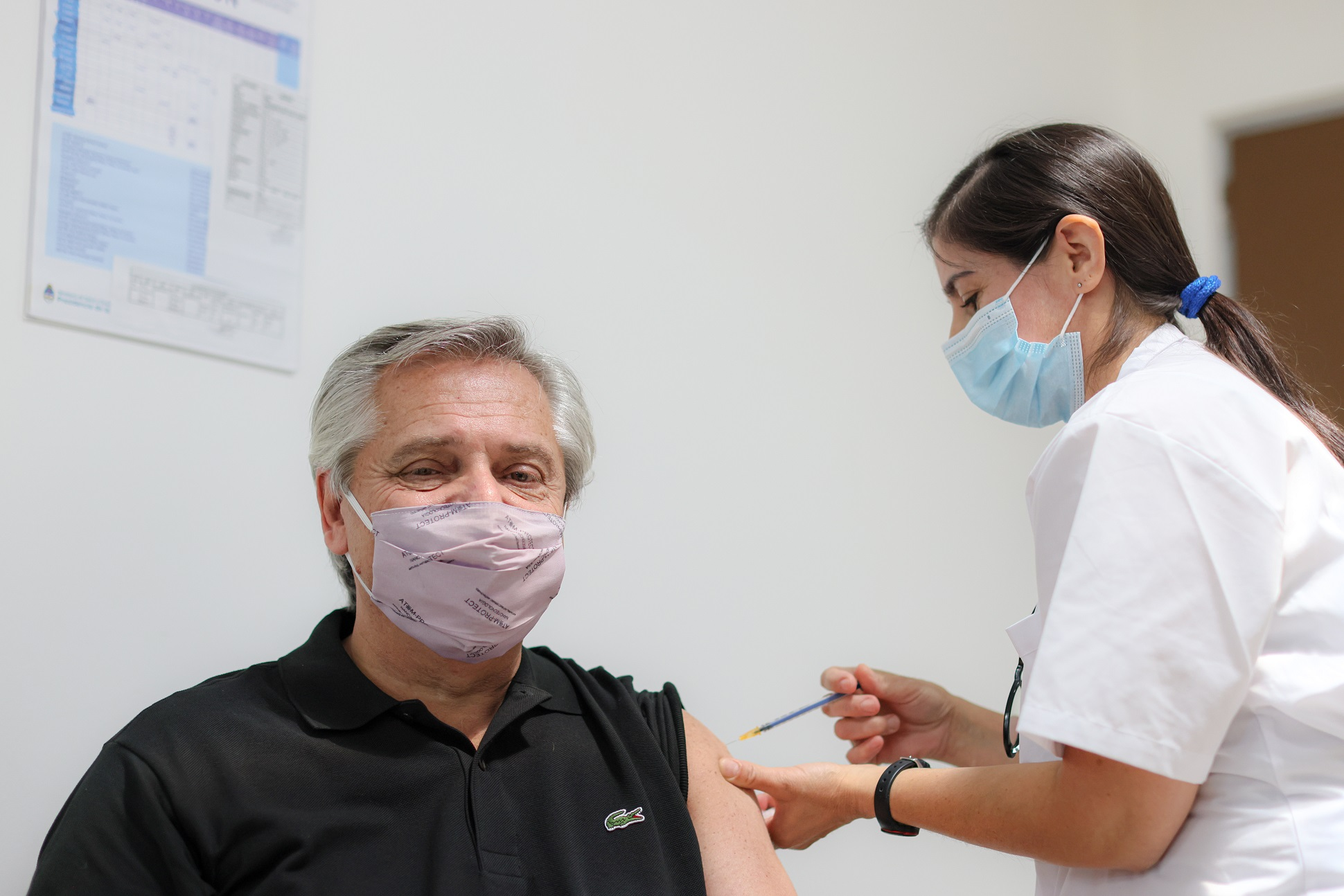
阿尔韦托·费尔南德斯通过加马列亚疫苗成为第一位接种新冠疫苗的拉丁美洲总统。

12月22日，在12月初开始谈判后，第一批加马列亚疫苗从莫斯科出发前往阿根廷。12月24日，300,000剂疫苗于抵达阿根廷，疫苗接种于12月29日开始。1天后，牛津大学和阿斯利康联合研发的AZD1222疫苗在阿根廷获批。2020年底时，共有1,613,911例确诊病例、43,163名死亡例以及1,426,659例康复案例。

### 2021年1月至3月
在圣诞周即将结束时，每日确诊病例数有所增加。1月6日，布宜诺斯艾利斯市政府首脑奧拉西奧·羅德里格斯·拉雷塔确诊感染新冠。
1月8日，在前几周感染人数大幅上升之后，政府宣布立即在全国范围内实行夜间宵禁，时间从凌晨1点到6点。
1月16日，距离英国在12月中旬报告了病毒B.1.1.7谱系（即阿尔法变异株）后的一个月，在阿根廷确认到该病毒变异株。
1月21日，阿尔韦托·费尔南德斯通过加马列亚疫苗成为第一位接种新冠疫苗的拉丁美洲总统。紧随其后，副总统克里斯蒂娜·费尔南德斯·德基什内尔于1月24日接种疫苗。
2月19日，在疫苗接种丑闻发生后，阿根廷总统要求卫生部长冈萨雷斯·加西亚辞职。次日，卫生服务秘书处长卡拉·维佐蒂宣誓就职部长，并在丑闻后承诺公平获取疫苗。2月26日，阿根廷卫生部长确认感染2019冠狀病毒病病毒。
3月29日，阿根廷政府确认存在各种病毒变异株的社区接触病例，其中来自英国的B.1.1.7谱系（阿尔法变异株）在大布宜诺斯艾利斯检出数量有所增加，同时也发现出来自日本和巴西的P.1谱系（伽马变异株）、来自巴西的P.2谱系（泽塔变异株）、来自美国的CAL.20C谱系、以及L452R突变。

### 2021年4月至8月
4月3日，费尔南德斯总统的新冠病毒检测呈阳性，症状轻微。此前，费尔南德斯已经完整接种过疫苗。在4月的第一周，每日确诊病例数增加，预示着第二波疫情开始。4月7日，阿根廷总统宣布实施3周的夜间宵禁。4月8日，美国南方司令部司令克雷格·斯蒂芬·法勒访问期间，美国宣布向其他地区捐赠3家流动医院、制氧机等物资，同时还捐赠了用于应对灾难或流行病情况的培训设备。
自4月16日以来，在新确诊病例和ICU病床占用率上升后，大布宜诺斯艾利斯实施了新的限制措施，包括从晚上8点至早上6点实施宵禁，以及学校关闭两周。即使有这些限制，但病例数仍在继续上升，导致政府决定在2021年5月22日至31日期间再次实施全国封锁。
在第二剂加马列亚疫苗交付推迟后，政府于8月5日宣布使用莫德纳疫苗以及阿斯利康疫苗作为俄罗斯疫苗第二剂的替代品。
8月，布宜诺斯艾利斯市卫生部长费尔南·基罗斯宣布德尔塔变异株即将进入社区传播。后在8月24日证实，在布宜诺斯艾利斯省拉努斯发现了第一例通过社区传播的德尔塔变异株病例。

### 2021年9月至2022年1月
12月6日，卫生部宣布在一名已完全接种疫苗的阿根廷旅客上发现首例严重急性呼吸系统综合征冠状病毒2奥密克戎变异株阳性病例，该民旅客从11月30日从南非经美国乘机入境。
1月7日，由于奥密克戎变异株病例激增，阿根廷单日超过110,000例阳性检测，连续四天创下病例数记录。
1月11日，卫生部长卡拉·维佐蒂证实隔离政策的变化，并解释说“检测的重点是有症状的人”。她说“病毒以地方性流行病方式表现”，并表示“大多数感染都是非常轻微和中度的”。同时她不鼓励社交聚会和群众活动，并继续提到免疫接种和自然感染的价值。